# بتي سكالزو
بتي سكالزو (بالإنجليزية: Petey Scalzo)‏ مواليد 01 أغسطس 1917 في بروكلين - الوفاة 15 يونيو 1993، كان ملاكم أمريكي سابق صنّف ضمن فئة وزن الريشة.

## إحصائيات
خاض خلال مسيرته 112 نزالا، فاز في 90 وتعادل في 6 وخسر في 15. فاز بالضربة القاضية في 48 نزالا.

## روابط خارجية
- بتي سكالزو على موقع بوكس ريك (الإنجليزية) (registration required)